# Spor Toto Spor Kulübü 2020-2021 (pallavolo)
Questa voce raccoglie le informazioni riguardanti lo Spor Toto Spor Kulübü nelle competizioni ufficiali della stagione 2020-2021.

## Organigramma societario
Area direttiva
- Presidente: Bünyamin Bozgeyik

Area tecnica
- Allenatore: Serdar Uslu
- Allenatore in seconda: Çağlar Dayı
- Assistente allenatore: Caner Balcılar
- Scoutman: Mirko Radisavljević

## Rosa
| N° | Nome                   | Ruolo | Data di nascita  | Nazionalità sportiva |
| -- | ---------------------- | ----- | ---------------- | -------------------- |
| 1  | Ali Yılmaz             | S     | 5 aprile 1999    | Turchia              |
| 3  | Yüksel Bıdak           | C     | 6 giugno 1994    | Turchia              |
| 4  | Deniz İvgen            | L     | 18 maggio 1998   | Turchia              |
| 5  | Oğulcan Yatgın         | P     | 28 aprile 1997   | Turchia              |
| 6  | Kemal Kayhan           | C     | 2 gennaio 1983   | Turchia              |
| 7  | Thiago Gelinski        | P     | 24 giugno 1987   | Brasile              |
| 8  | Wallace de Souza       | O     | 26 giugno 1987   | Brasile              |
| 9  | Murat Tokgöz           | L     | 29 febbraio 1984 | Turchia              |
| 10 | Nicolás Bruno          | S     | 24 febbraio 1989 | Argentina            |
| 11 | İbrahim Emet           | C     | 15 gennaio 1986  | Turchia              |
| 14 | Azizcan Ataoğlan       | P     | 8 marzo 2000     | Turchia              |
| 16 | Amel Dautefendic       | C     | 26 marzo 1999    | Turchia              |
| 17 | Rıfat Kantarcıoğlu     | S     | 19 febbraio 1997 | Turchia              |
| 18 | Kadir Cin              | S     | 7 maggio 1987    | Turchia              |
| 19 | Leonardo do Nascimento | S     | 16 marzo 1995    | Brasile              |

## Statistiche

### Statistiche di squadra
| Competizione     | Punti | In casa | In casa | In casa | In trasferta | In trasferta | In trasferta | Totale | Totale | Totale |
| Competizione     | Punti | G       | V       | P       | G            | V            | P            | G      | V      | P      |
| ---------------- | ----- | ------- | ------- | ------- | ------------ | ------------ | ------------ | ------ | ------ | ------ |
| Efeler Ligi      | 57    | 18      | 12      | 6       | 18           | 11           | 7            | 36     | 23     | 13     |
| Coppa di Turchia | 8     | 0       | 0       | 0       | 0            | 0            | 0            | 5      | 5      | 0      |
| Coppa CEV        | -     | 0       | 0       | 0       | 1            | 0            | 1            | 1      | 0      | 1      |
| Totale           | -     | 18      | 12      | 6       | 19           | 11           | 8            | 42     | 28     | 14     |

G = partite giocate; V = partite vinte; P = partite perse

### Statistiche dei giocatori
| Giocatore        | Campionato | Campionato | Campionato | Campionato | Campionato | Coppa di Turchia | Coppa di Turchia | Coppa di Turchia | Coppa di Turchia | Coppa di Turchia | Coppa CEV | Coppa CEV | Coppa CEV | Coppa CEV | Coppa CEV | Totale | Totale | Totale | Totale | Totale |
| Giocatore        | P          | PT         | AV         | MV         | BV         | P                | PT               | AV               | MV               | BV               | P         | PT        | AV        | MV        | BV        | P      | PT     | AV     | MV     | BV     |
| ---------------- | ---------- | ---------- | ---------- | ---------- | ---------- | ---------------- | ---------------- | ---------------- | ---------------- | ---------------- | --------- | --------- | --------- | --------- | --------- | ------ | ------ | ------ | ------ | ------ |
| A. Ataoğlan      | 8          | 8          | 3          | 4          | 1          | 0                | 0                | 0                | 0                | 0                | -         | -         | -         | -         | -         | 8      | 8      | 3      | 4      | 1      |
| Y. Bıdak         | 29         | 183        | 124        | 48         | 11         | 5                | 51               | 36               | 12               | 3                | 1         | 0         | 0         | 0         | 0         | 35     | 234    | 160    | 60     | 14     |
| N. Bruno         | 35         | 460        | 380        | 44         | 36         | 4                | 55               | 42               | 3                | 10               | 1         | 7         | 7         | 0         | 0         | 40     | 522    | 429    | 47     | 46     |
| K. Cin           | 9          | 40         | 29         | 6          | 5          | 4                | 28               | 20               | 6                | 2                | 0         | 0         | 0         | 0         | 0         | 13     | 68     | 49     | 12     | 7      |
| A. Dautefendic   | 18         | 44         | 29         | 13         | 2          | 0                | 0                | 0                | 0                | 0                | 1         | 0         | 0         | 0         | 0         | 19     | 44     | 29     | 13     | 2      |
| W. de Souza      | 33         | 674        | 590        | 55         | 29         | 4                | 100              | 94               | 5                | 1                | 1         | 5         | 5         | 0         | 0         | 38     | 779    | 689    | 60     | 30     |
| L. do Nascimento | 35         | 365        | 298        | 37         | 30         | 4                | 21               | 18               | 3                | 0                | 1         | 18        | 15        | 1         | 2         | 40     | 404    | 331    | 41     | 32     |
| İ. Emet          | 23         | 87         | 60         | 25         | 2          | 5                | 35               | 18               | 11               | 6                | 1         | 1         | 1         | 0         | 0         | 29     | 123    | 79     | 36     | 8      |
| T. Gelinski      | 21         | 17         | 2          | 9          | 6          | 4                | 7                | 1                | 3                | 3                | 1         | 0         | 0         | 0         | 0         | 26     | 24     | 3      | 12     | 9      |
| D. İvgen         | 35         | 0          | 0          | 0          | 0          | 5                | 0                | 0                | 0                | 0                | 0         | 0         | 0         | 0         | 0         | 40     | 0      | 0      | 0      | 0      |
| R. Kantarcıoğlu  | 10         | 84         | 68         | 8          | 8          | 2                | 18               | 12               | 0                | 6                | 1         | 2         | 2         | 0         | 0         | 13     | 104    | 82     | 8      | 14     |
| K. Kayhan        | 35         | 168        | 106        | 56         | 6          | 3                | 9                | 6                | 2                | 1                | 1         | 3         | 2         | 0         | 1         | 39     | 180    | 114    | 58     | 8      |
| M. Tokgöz        | 28         | 0          | 0          | 0          | 0          | 5                | 0                | 0                | 0                | 0                | 1         | 0         | 0         | 0         | 0         | 34     | 0      | 0      | 0      | 0      |
| O. Yatgın        | 17         | 62         | 21         | 27         | 14         | 2                | 8                | 3                | 5                | 0                | 1         | 1         | 0         | 1         | 0         | 20     | 71     | 24     | 33     | 14     |
| A. Yılmaz        | 20         | 113        | 85         | 14         | 14         | 2                | 3                | 2                | 0                | 1                | 1         | 0         | 0         | 0         | 0         | 23     | 116    | 87     | 14     | 15     |

P = presenze; PT = punti totali; AV = attacchi vincenti; MV = muri vincenti; BV = battute vincenti